# Lijst van spelers van Nederlands militair voetbalelftal (mannen)
Deze Lijst van spelers van Nederlands militair voetbalelftal is een overzicht van alle voetballers die minimaal één interland achter hun naam hebben staan.

## A
- Jelte Amsing
- Raymond Atteveld
- Gert Abma

## B
- Chris Bachofner
- Eddy Bakker
- Jan Boskamp
- Jaap van den Berg
- Bert Blauw
- Ton Boting
- Nico de Bruijn
- Toon Brusselers

## C
- Mick Clavan

## D
- Frans Danen
- Niels Donath
- Pim Doesburg
- Rob van Dorresteijn
- Epi Drost

## F
- Chris Feijt

## G
- Frans Geurtsen
- Jan van Gorp
- Henk Groot

## H
- Guus Haak
- Harry van den Ham
- Gerrie ter Horst

## J
- Rob Jacobs
- Bert Jansen
- Jan Jeuring

## K
- Cees Kammeijer
- Piet Keizer
- Nees Kerssens
- Jan Klaassens
- Jacques Koole
- Jo Körver
- Joop de Kubber
- Hans Kraay
- Ad Krijnen

## L
- Wim Lakenberg
- John Laponder
- Tonny van Leeuwen
- Joop Leidekker
- Frits Louer
- Joop Lankhaar

## M
- Eugène Marijnissen
- Geert Meijer
- Pauke Meijers
- Ad Mellaard
- Wim Meutstege
- Rinus Michels
- Coen Moulijn
- Ger van Mourik
- Dries Mul

## N
- Dolf van der Nagel
- Pascal de Nijs
- Klaas Nuninga

## P
- Boy Politiek

## R
- Jan Renders
- Lex Rijnvis
- Jan van Roessel
- Fred Röhrig
- Ger van Rosmalen
- Frans Rutten
- Remy Reijnierse

## S
- Henk van Santen
- Jan Seelen
- Ronald Spelbos
- Arend Steunenberg
- Sjaak Swart

## V
- Jan Verheijen
- Ad Verhoeven
- Ton Verkerk
- Kees Vermunt
- Bobby Vosmaer
- Piet Vrauwdeunt

## W
- Arend van der Wel
- Riny van Woerden
- Henk Wullems

## Z
- Jan Zwartkruis